# Pojistný ventil

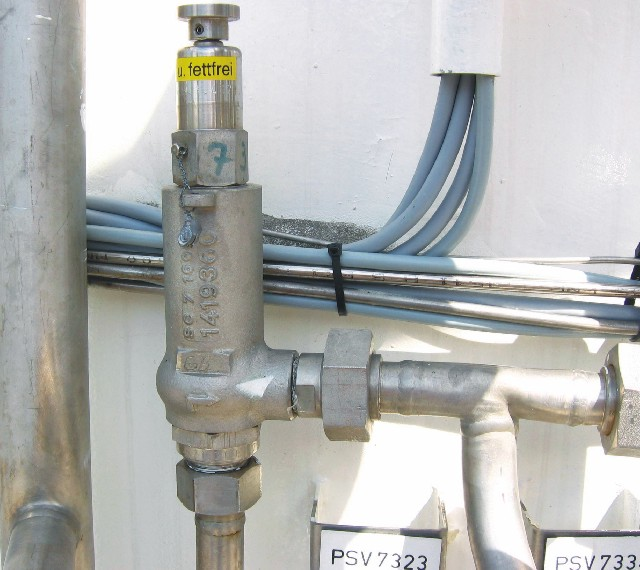
Ukázka pojistného ventilu.

Pojistný ventil je zařízení, které při překročení nastaveného přetlaku automaticky otevře a tím odvede médium mimo chráněné zařízení. Odpouští se většinou do volného prostoru, hořlavé plyny do bezpečného prostoru, zemní plyn např. nad střechu budovy. Používá se na tlakových nádobách, kotlích, v topných systémech, ohřívačích, a všech systémech, které je třeba chránit před nárůstem tlaku.

## Pojistný ventil parních lokomotiv
Parní lokomotivy byly vybaveny několika druhy pojistných ventilů. Pojistnými ventily musel být především vybaven parní kotel. Podle kotlových předpisů musel být každý kotel vybaven dvojicí nezávislých ventilů, z nichž každý měl být schopen odvést páru vyrobenou kotlem za plného výkonu. Ventily směl nastavovat a zkoušet jen k tomu zmocněný komisař, nastavení bylo opatřeno plombou.
Na rozdíl od stabilních kotlů nemohly být u parních lokomotiv používány ventily regulované závažím (vibrace jedoucího stroje by způsobily proměnlivou zátěž), proto byly ventily prakticky vesměs pružinové. V Česku se používaly následující typy:
- Pružinový ventil s jednozvratnou pákou
- Ramsbottonův ventil
- Ventil Pop Coale - moderní typ, používaný ve druhé polovině 20. století prakticky výhradně.

Kromě kotle byly pojistnými ventily vybaveny i válce parního stroje. Ventily chránily válec proti přetlaku při stržení vody nebo brzdění protipárou. Jako pojistný ventil působí i plochá šoupátka, která se protitlakem mohou nadzdvihnout a tím propustit médium.